# Элиас, Флориан
Флориан Элиас (нем. Florian Elias; 7 августа 2002, Аугсбург, Германия) — немецкий хоккеист, центральный нападающий, выступает за клуб «Адлер Мангейм».

## Карьера
Воспитанник клуба «Кауфберен». Позже выступал за молодёжную команду «Юнг Адлер Мангейм».
24 июня 2020 года был отдан в аренду в клуб «Хейлброннер Фолькен», где сыграл всего одну игру. 7 января 2021 года в игре против «Швеннингер Уайлд Уингз», дебютировал за «Адлер Мангейм». В этой игре он отметился лишь двухминутным штрафом.

### Международная
На молодёжном чемпионате мира 2021 года занял 6-е место в гонке бомбардиров турнира с 9 (4+5) очками в 5 матчах. На этом турнире немецкая сборная впервые вышла в плей-офф МЧМ, где в четвертьфинале проиграла сборной России (1:2), единственную шайбу забросил Элиас.

## Статистика
| Легенда | Легенда                    | Легенда | Легенда                   | Легенда | Легенда    |
| ------- | -------------------------- | ------- | ------------------------- | ------- | ---------- |
| И       | Количество проведённых игр | Штр     | Штрафное время            | +/−     | Плюс-минус |
| Г       | Голы                       | П       | Голевые передачи          | О       | Очки       |
| -       | Статистика неизвестна      | —       | Статистика не учитывалась |         |            |